# Estudi op. 10, núm. 9 (Chopin)

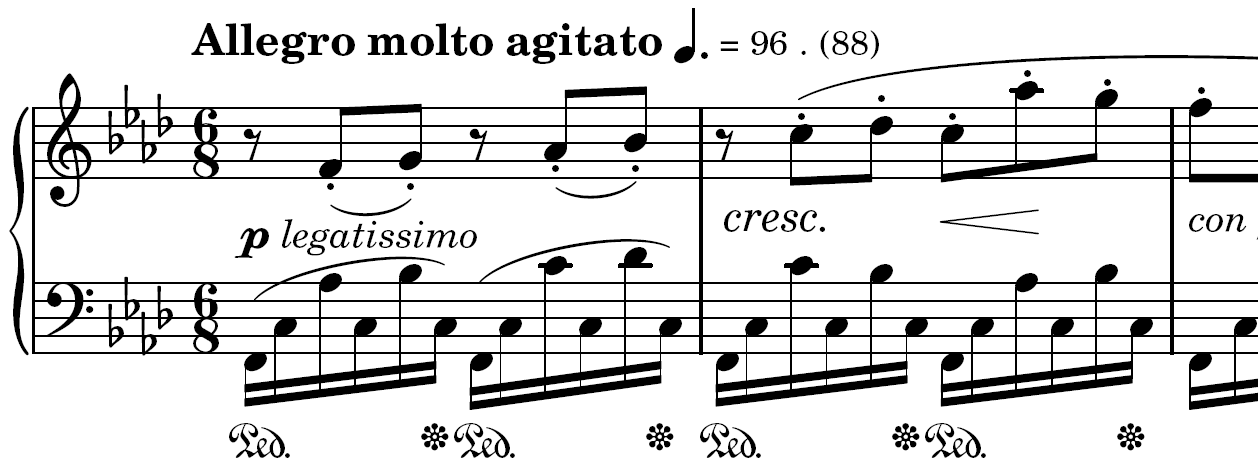
Fragment de l'Estudi op. 10 núm 9

L'"Estudi op. 10 núm. 9", en fa menor, és un dels dotze Estudis op. 10 per a piano compostos per Frédéric Chopin el 1829. Aparegueren publicats el 1833 a França, Alemanya, i Anglaterra.
Tècnicament, és considerat un bon estudi per l'obertura de la mà esquerra (també promou la flexibilitat dels canells i els dits).